# 井村哲夫
井村 哲夫（いむら てつお、1930年5月2日- ）は、日本の国文学者、京都府立大学・京都外国語大学名誉教授。

## 略歴
大阪府生まれ。大阪大学文学部卒業。1963年関西大学大学院博士課程単位取得修了。園田学園女子大学助教授、教授、京都府立大学教授、同名誉教授・京都外国語大学教授をへて、同名誉教授。文学博士。『万葉集』が専門。『万葉集全注 巻第5』では万葉歌を五七五七七の短歌体で現代語訳する試みに取り組んだ。

## 著書
- 『憶良と虫麻呂』桜楓社 1973
- 『万葉集全注 巻第5』有斐閣 1984
- 『赤ら小船 万葉作家作品論』和泉書院 1986
- 『万葉の歌 人と風土 5 大阪』保育社 1986
- 『憶良・虫麻呂と天平歌壇』翰林書房 1997
- 『冷めた珈琲を温めて 論考と随筆・詩歌抄』伊藤印刷出版部 2018
- 『憶良・虫麻呂の文学と方法』笠間書院 2018

### 共著
- 『注釈万葉集<選> 』阪下圭八、橋本達雄、渡瀬昌忠共著 有斐閣新書 1978

## 論文
- <井村哲夫

## 栄典
- 2010年4月 瑞宝中綬章受章[3]